# Østre Anlæg
Østre Anlæg è un parco pubblico di Copenaghen. Un tempo faceva parte delle fortificazioni di Copenaghen. Il parco è stato progettato dal giardiniere e architetto paesaggista Henrik August Flindt, che ha anche progettato l'Ørstedsparken e il giardino botanico sui vecchi siti dei bastioni di Copenaghen.
All'estremità meridionale del parco si trova lo Statens Museum for Kunst e a nord ci sono Oslo Plads e la stazione di Østerport.
Dopo che Paul Gauguin si trasferì in una residenza a Nørregade n. 51 nell'aprile del 1885, dipinse diversi dipinti impressionistici di Østre Anlæg: Østervold Park, Copenaghen è esposto ora alla Kelvingrove Art Gallery and Museum di Glasgow mentre Dronningens Mølle, Østervold alla Ny Carlsberg Glyptotek.